# František Krsek
František Krsek (16. září 1854, Vamberk – 10. března 1928, Konárovice u Kolína) byl český klasický filolog, středoškolský profesor, literární kritik a překladatel z latiny, staré i nové řečtiny, angličtiny a ruštiny..

## Život a dílo
Pocházel z rodiny maloměstského živnostníka. Obecnou školu navštěvoval v rodišti, v letech 1866–1874 absolvoval gymnázium v Rychnově nad Kněžnou, v letech 1874–1877 vystudoval klasickou filologii na Filozofické fakultě Univerzity Karlo-Ferdinandovy v Praze a roku 1884 dosáhl doktorátu disertační prací Démosthénes a jeho sloh řečnický.
Do roku 1879 působil jako suplent na gymnáziu v Hradci Králové a pak do roku 1880 na gymnáziu v Litomyšli. V letech 1880–1898 pracoval jako profesor na gymnáziu v Kolíně. Dvakrát navštívil Rusko. Roku 1896 Charkov, kde byl jeho bratr profesorem, a ve dvacátých letech Voroněž.
Od roku 1898 do roku 1900 byl úředníkem na ministerstvu kultu a vyučování ve Vídni, roku 1900 se stal ředitelem Akademického gymnázia v Praze a roku 1901 zemským školním inspektorem. Roku 1920 odešel do důchodu a žil v ústraní v Konárovicích u Kolína, kde také zemřel. Pochován je v Kolíně.
Těžiště jeho práce je v klasické filologii. Pro potřeby výuky na středních školách vydával texty antických autorů v originále s českými úvody a komentáři (Cicero, Platón, Sallustius). Zabýval se studiem starořeckých přísloví a pořekadel a zveřejňoval je ve Listech filologických. Publikoval i v dalších časopisech (například Athenaeum, Světozor, Květy, Zlatá Praha, Sborník filologický, Naše řeč a další. Psal také odborné kritiky českých, ruských a německých prací o antickém starověku (významná je například jeho kritika práce J. V. Práška z roku 1891 napsaná pod pseudonymem J. Novotný). Přispíval také do Ottova slovníku naučného a věnoval se i překladům moderních anglických a ruských autorů. Jeho překlady novořeckých národních zpěvů zůstaly v rukopise.

## Výběrová bibliografie

### Překlady
- 1887: Anthologie z lyrických básníků řeckých. Část 1., Elegikové.
- 1891: George Gordon Byron: Nebesa a země. Sen. Oskar z Alvy.
- 1892: George Gordon Byron: Sardanapal
- 1894–1898: Thomas Moore: Lalla Rookh, tři části.
- 1900–1901: Alfred Tennyson: Vybrané básně, tři části.
- 1903:	Henry Wadsworth Longfellow: Michael Angelo.
- 1906: Alexej Konstantinovič Tolstoj: Car Fedor Joannovič.
- 1914: Alexej Konstantinovič Tolstoj: Smrt Joanna Hrozného.
- 1916: Alfred Tennyson: Dvě královské idylly.
- 1917: Alexej Vasiljevič Kolcov: Básně.
- 1921: Alexej Konstantinovič Tolstoj: Car Boris.
- 1921-1922: Alfred Tennyson: Idyly královské.
- 1924: Alfred Tennyson: Princezna: směs.
- 1925: Robert Southey: Thalaba zhoubce.
- 1926: Henry Wadsworth Longfellow: Kristus.
- 1927: Ivan Savvič Nikitin: Básně.

### Vlastní práce
- Démosthénes a jeho sloh řečnický (1884), disertační práce.
- Seznam jmen vlastních a vysvětlivek k četbě Ciceronovy řeči Pro Sexto Roscio Amerino (1897), příručka.
- Kulturně ethické vztahy v zrcadle poesie antické (1924), výbor z vlastních článků.